# Kanzel (Fünfstetten)

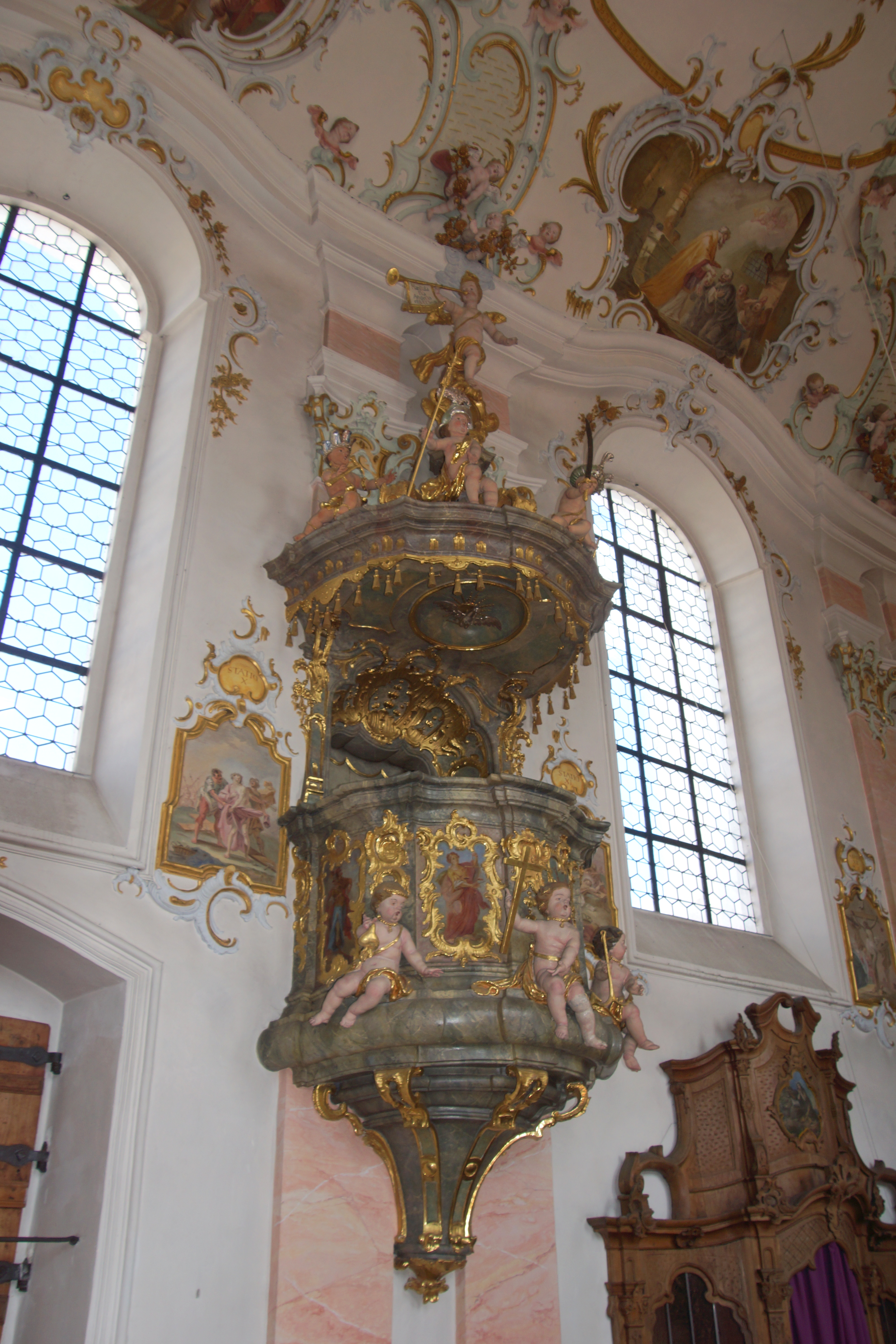
Kanzel in Fünfstetten

Die Kanzel in der katholischen Pfarrkirche St. Dionysius in Fünfstetten, einer Gemeinde im schwäbischen Landkreis Donau-Ries in Bayern, wurde um 1760/70 geschaffen. Die Kanzel ist ein Teil der als Baudenkmal geschützten Kirchenausstattung.
Die hölzerne Kanzel im Stil des Rokokos besitzt einen runden Kanzelkorb, der in den Feldern mit Gemälden der vier christlichen Tugenden (Tapferkeit, Gerechtigkeit, Wahrheit und Geduld) geschmückt ist. 
Auf dem Schalldeckel sitzen Putten als Personifikation der vier Weltteile. Bekrönt wird der Schalldecke von einem Posaunenengel.  
Der Aufgang zur Kanzel ist durch den Beichtstuhl zu erreichen.